# Коста-Рика на зимних Олимпийских играх 2002
Коста-Рика принимала участие в Зимних Олимпийских играх 2002 года в Солт-Лейк-Сити (США) после десятилетнего перерыва, в пятый раз за свою историю, но не завоевала ни одной медали. Сборная страны состояла из единственного спортсмена — 45-летнего лыжника Артуро Кинча.

## Результаты
Соревнования проходили в долине Солджер-холлоу, расположенной примерно в 70 км от Солт-Лейк-Сити.
Мужчины — 1,5 км, свободный стиль, спринтерская гонка
Спринтерская гонка проходила 19 февраля. Сначала был отборочный круг, в следующий круг прошли обладатели 16 лучших результатов. Артуро Кинч занял 67 место и не вышел в финал.
| Артуро Кинч | 4:22,72 | 67 | не участвовал | не участвовал | не участвовал | не участвовал | не участвовал | не участвовал |

Мужчины — гонка преследования 20 км
14 февраля —
Гонка на 20 км проходит в 2 этапа: 10 км классическим стилем + 10 км свободным стилем, гонка преследования — с раздельного старта спортсмены преодолевают 10 км классическим стилем, а спустя несколько часов стартуют в преследовании как таковом на 10 км свободным стилем через интервалы отставания на классике и в порядке мест, занятых на классике.
| Спортсмен   | 10 км классическим | 10 км классическим | 10 км свободным | 10 км свободным |
| Спортсмен   | Время              | Место              | Время           | Место           |
| ----------- | ------------------ | ------------------ | --------------- | --------------- |
| Артуро Кинч | 41:30.5            | 78                 | не участвовал   | не участвовал   |